# 1-ша канадська авіаційна дивізія
1-ша канадська авіаційна дивізія (англ. 1 Canadian Air Division, фр. 1re Division aérienne du Canada) — підрозділ оперативного командування та контролю Королівських військово-повітряних сил Канади. До її складу входять всі бойові, транспортні та допоміжні підрозділи RCAF. Командує дивізією офіцер у званні генерал-майора.

## Структура
1-е авіаційне крило Кінгстон (провінція Онтаріо)
- 400-а тактична вертолітна ескадрилья[en] (дислокується на військовій базі Борден, провінція Онтаріо)
- 403-я тренувальна вертолітна ескадрилья[en] (військова база Гейджтаун[en], Новий Брунсвік)
- 408-а тактична вертолітна ескадрилья[en] (військова база Едмонтон[en], Альберта)
- 427-а ескадрилья спеціальних операцій[en] (військова база Петавава[en], Онтаріо)
- 430-а тактична вертолітна ескадрилья[en] (військова база Валкатьє[en], Квебек)
- 438-а тактична вертолітна ескадрилья[en] (аеропорт Монреаль/Сент-Хьюберт[en], Квебек)
- 450-а тактична вертолітна ескадрилья[en] (військова база Петавава[en], Онтаріо)

3-е авіаційне крило Беготвіль (провінція Квебек)
- 3-я ескадрилья технічного обслуговування
- 414-а ескадрилья радіоелектронної боротьби[en] (аеропорт Гатіно — Оттава[en], Квебек)
- 425-а тактична винищувальна ескадрилья[en]
- 439-а ескадрилья бойової підтримки[en]

4-е авіаційне крило Колд Лейк (провінція Альберта)
- 1-а ескадрилья технічного обслуговування
- 409-а тактична винищувальна ескадрилья[en]
- 410-а тактична винищувальна (тренувальна) ескадрилья[en]
- 417-а ескадрилья бойової підтримки[en]
- 419-а тактична винищувальна ескадрилья[en]

5-е авіаційне крило Гуз Бей (провінція Ньюфаундленд і Лабрадор)
- 444-а ескадрилья бойової підтримки[en]

8-е авіаційне крило Трентон (провінція Онтаріо)
- 8-а ескадрилья технічного обслуговування[en]
- 412-а транспортна ескадрилья[en] (Міжнародний аеропорт ім. Макдональд-Картьє (Оттава), провінція Онтаріо)
- 424-а рятувально-транспортна ескадрилья[en]
- 426-а тренувально-транспортна ескадрилья[en]
- 429-а транспортна ескадрилья[en]
- 436-а транспортна ескадрилья[en]
- 437-а транспортна ескадрилья[en]
- Авіакосмічний центр Збройних сил Канади (CFAWC)

9-е авіаційне крило Гендер (провінція Ньюфаундленд і Лабрадор)
- 103-я пошуково-рятувальна ескадрилья[en]

12-е авіаційне крило Шеавотер (провінція Нова Шотландія)
- 12-а ескадрилья технічного обслуговування
- 406-а морська тренувальна ескадрилья[en]
- 423-я морська вертолітна ескадрилья[en]
- 443-я морська вертолітна ескадрилья[en] (Міжнародний аеропорт Вікторія[en], провінція Британська Колумбія)

14-е авіаційне крило Greenwood (провінція Нова Шотландія)
- 14-а ескадрилья технічного обслуговування
- 404-а морська патрульна та тренувальна ескадрилья[en]
- 405-а морська патрульна ескадрилья[en]
- 413-а рятувально-транспортна ескадрилья[en]

17-е авіаційне крило Winnipeg (провінція Манітоба)
- 402-а ескадрилья[en]
- 435-а рятувально-транспортна ескадрилья[en]
- 440-а транспортна ескадрилья[en] (Єллоунайф, Північно-західні території)

19-е авіаційне крило Comox (провінція Британська Колумбія)
- 19-а ескадрилья технічного обслуговування
- 407-а ескадрилья дальнього патрулювання[en]
- 442-а рятувально-транспортна ескадрилья[en]

22-е авіаційне крило North Bay (провінція Онтаріо)
Авіакрило не має у своєму складі авіаційних підрозділів, до його складу входять штаб канадського сектора НОРАД та обслуговчий персонал.